# Epania schwarzeri
Epania schwarzeri là một loài bọ cánh cứng trong họ Cerambycidae.